# Oxidación parcial
La oxidación parcial (POX, por sus siglas en inglés) es un tipo de reacción química. Se produce cuando una mezcla subestequiométrica de combustible y aire se quema parcialmente en un reformador, creando un gas de síntesis rico en hidrógeno que puede utilizarse posteriormente, por ejemplo, en una pila de combustible. Se distingue entre oxidación parcial térmica (TPOX) y oxidación parcial catalítica (CPOX).

## Principio
- La oxidación parcial es un proceso técnicamente maduro en el que el gas natural o un combustible de hidrocarburo pesado (gasóleo de calefacción) se mezcla con una cantidad limitada de oxígeno en un proceso exotérmico. [1]
  - Reacción general: {\displaystyle {\ce {{C_{\mathit {n}}H_{\mathit {m}}}+{\frac {\mathit {n}}{2}}{O2}->{\mathit {n}}{CO}+{\frac {\mathit {m}}{2}}H2}}}
  - Reacción idealizada para el gasóleo de calefacción:  {\displaystyle {\ce {{C12H24}+ 6O2 -> {12CO}+ 12H2}}}
  - Reacción idealizada para el carbón:  {\displaystyle {\ce {{C24H12}+ 12O2 -> {24CO}+ 6H2}}}

Las fórmulas dadas para el carbón y el gasóleo de calefacción sólo muestran un representante típico de estos combustibles complejos. Puede añadirse agua para bajar la temperatura de combustión y reducir la formación de hollín. Los rendimientos son inferiores a los estequiométricos debido a que una parte del combustible se quema completamente en dióxido de carbono y agua.

## TPOX
Las temperaturas de reacción TPOX (oxidación parcial térmica) dependen de la relación aire-combustible o de la relación oxígeno-combustible. Las temperaturas de reacción típicas son de 1200 °C y superiores. 

## CPOX
En la CPOX (oxidación parcial catalítica) el uso de un catalizador reduce la temperatura necesaria a unos 800 °C - 900 °C. 
La elección de la técnica de reformado depende del contenido de azufre del combustible utilizado. El CPOX puede emplearse si el contenido de azufre es inferior a 50 ppm. Un mayor contenido de azufre puede envenenar el catalizador, por lo que el procedimiento TPOX se utiliza para este tipo de combustibles. Sin embargo, investigaciones recientes muestran que el CPOX es posible con contenidos de azufre de hasta 400 ppm.

## Historia
1926 - Vandeveer y Parr en la Universidad de Illinois utilizaron oxígeno para sustituir al aire.